# تولیتا
تولیتا (به انگلیسی: Tulita) یک منطقهٔ مسکونی در کانادا است که در قلمروهای شمال‌غربی واقع شده‌است. تولیتا ۴۷۸ نفر جمعیت دارد و ۱۰۱ متر بالاتر از سطح دریا واقع شده‌است.